# Elena Șușunova
Elena Lvovna Șușunova (rusă Елена Львовна Шушунова) (n. 23 aprilie 1969, Leningrad, RSFS Rusă, URSS – d. 16 august 2018, Sankt Petersburg, Rusia) a fost o gimnastă rusă, una din stelele gimnasticii artistice feminine sovietice a anilor 1980, multiplă campioană olimpică, mondială și europeană. Șușunova a fost gimnasta care a executat în premieră în gimnastica feminină câteva figuri dificile: un salt Yurchenko cu 1,5 rotații, o ieșire de la paralele inegale și un salt la sol numit elementul Șușunova.
Șușunova s-a retras din activitatea competițională după Olimpiada din 1988 de la Seul și a trăit în orașul său natal, Sankt Petersburg, unde s-au desfășurat Campionatele europene de gimnastică artistică feminină din 1998, la organizarea cărora a participat. În 2004 a fost inclusă în International Gymnastics Hall of Fame.
A murit în urma unor complicații din cauza unei pneunomii pe 16 august 2018.